# Кембридж Сити
«Кембридж Сити» — английский футбольный клуб из города Сент Айвc, Кембриджшир. Образован в 1908 году, как «Кембридж Таун». Домашние матчи проводит на стадионе «Вествуд Роуд», Сент Айвс. В настоящий момент выступает в Дивизионе Север Истмийской Футбольной лиги, восьмом по значимости футбольном турнире Англии.

## Стадион
CITY GROUND
CAMBRIDGE
Вместимость:
3 000

## Достижения
- Южная лига
  - Чемпион 1962/63
- Южный дивизион Южной лиги
  - Чемпион 1985–86
- Кубок Англии
  - 2-й раунд 2004–05
- Трофей Футбольной ассоциации
  - 5-й раунд 2004–05, 2005–06
- Любительский Кубок Англии
  - Полуфинал 1927–28
- Supporters Direct Cup
  - Разделенный кубок 2007
- Кубок южной лиги
  - Чемпион 2009–10